# Blocus
Pour les articles homonymes, voir Blocus (homonymie).

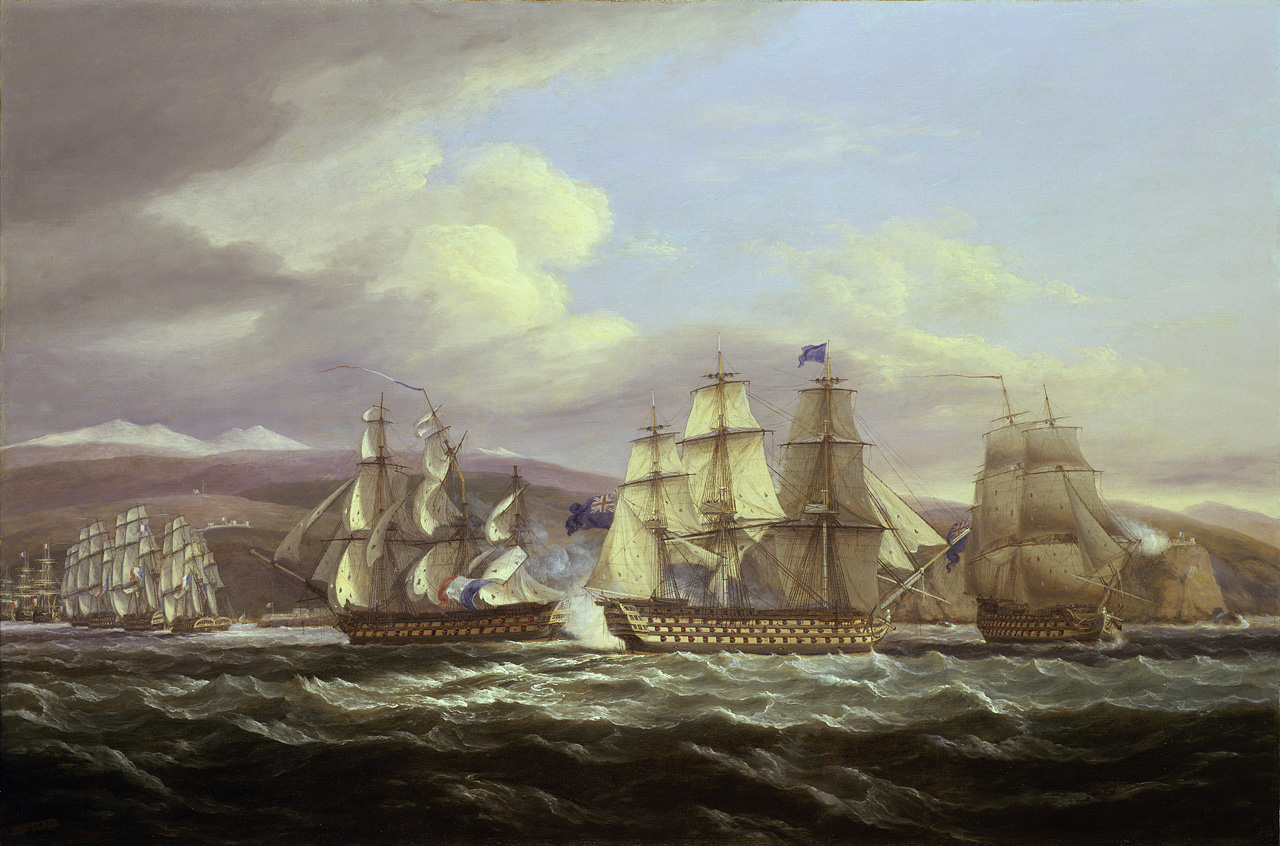
Bataille lors du blocus du port de Toulon par la flotte britannique entre 1810 et 1814. Peinture de Thomas Luny.

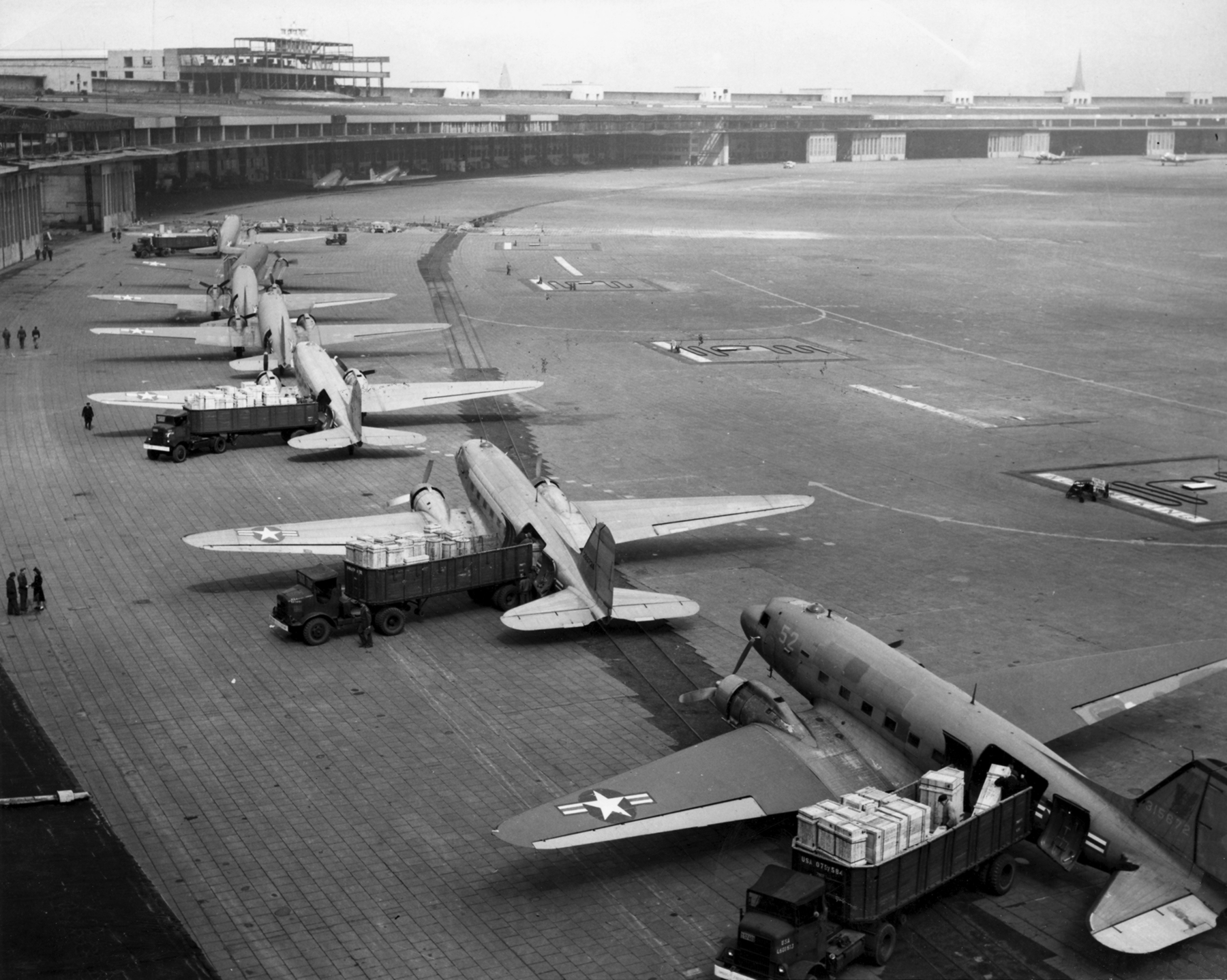
C-47 déchargeant à l'aéroport de Tempelhof durant le blocus de Berlin en 1948.

Un blocus (de l'ancien wallon blokehus) est une opération visant à couper le ravitaillement (nourriture, armes…) ou les communications d'une zone (ville, région, pays) par la force. Aujourd'hui, le terme peut aussi être utilisé à des échelles plus restreintes, par exemple pour l'occupation d'un bâtiment. Un blocus est un acte de guerre. Il ne doit pas être confondu avec l'embargo ou les sanctions qui sont des barrières légales au commerce et est différent du siège qui vise plutôt une ville ou une forteresse. Historiquement, le blocus prenait place sur mer avec une puissance qui bloquait le commerce maritime avec le pays cible ; cependant bloquer les transports terrestres peut également être considéré comme un blocus.
Des patrouilles à proximité d'un port ennemi dans le but d'empêcher la sortie des forces navales est aussi appelé un blocus. Lorsqu'une ville côtière est assiégée depuis la terre, il est courant que les assaillants réalisent un blocus du côté maritime. Le blocus désigne également l'interruption des communications par le brouillage des ondes radio ou par l'endommagement des câbles sous-marins.

## Types de blocus

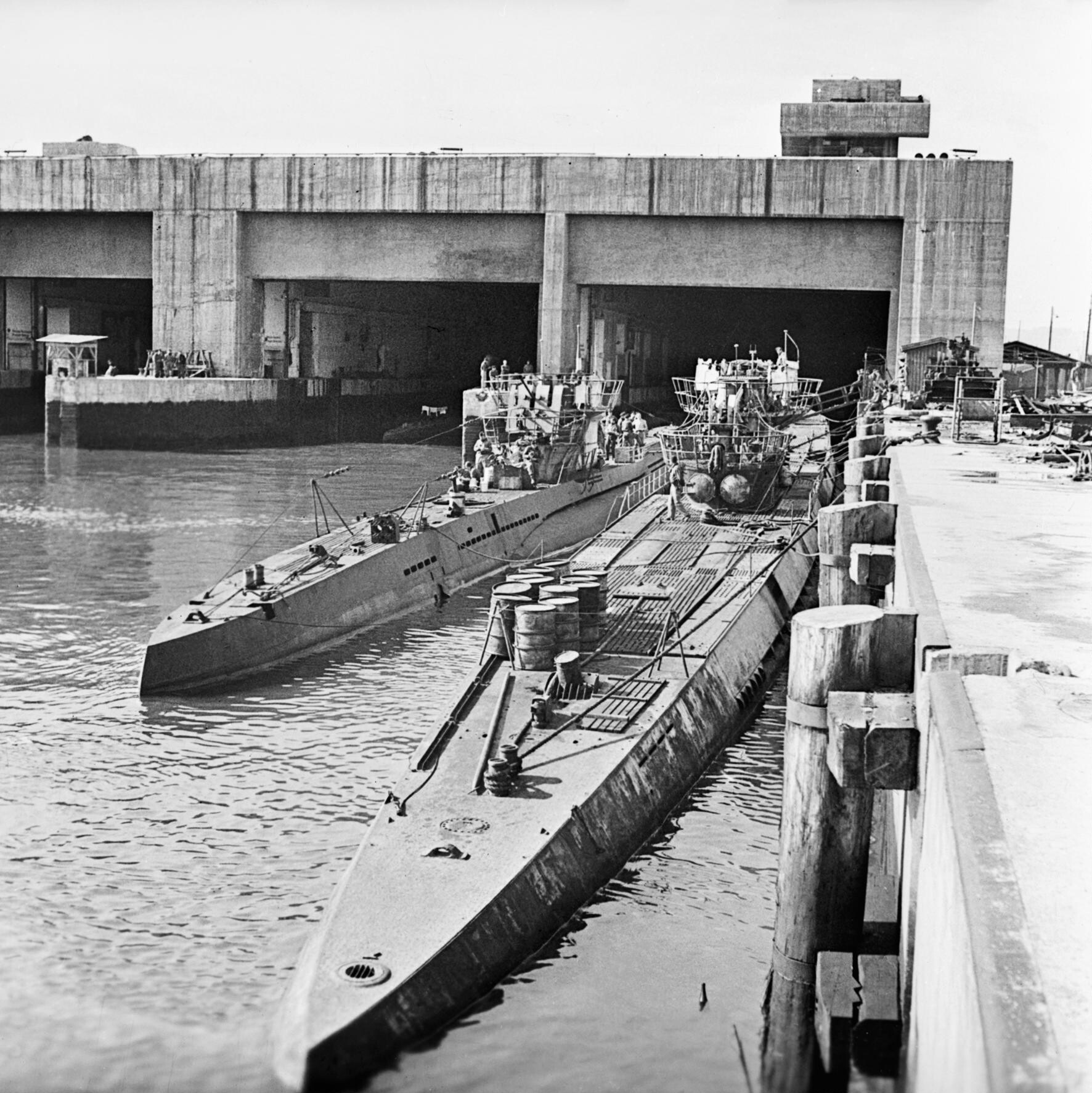
Durant la Seconde Guerre mondiale, les U-boote tentèrent d'empêcher le transport maritime à destination de la Grande-Bretagne.

### Blocus militaire
Un blocus à courte distance implique de placer ses navires à portée de vue de la côte ou du port bloqué pour assurer une interception rapide de tous les navires qui entreraient ou qui sortiraient. C'est à la fois le blocus le plus efficace et le plus difficile à mettre en place. La difficulté consiste à maintenir une présence maritime permanente en mer qui est ainsi exposée aux tempêtes et aux privations. Elle est également vulnérable face à une attaque surprise du camp ennemi dont les navires sont à l'abri dans le port et peuvent sortir à n'importe quel moment. De plus la flotte bloquante se trouve généralement loin de ses bases, ce qui accentue la difficulté.
Dans un blocus à distance, les assaillants restent à distance de la cote et tentent d'intercepter les navires. Cela requiert plus de navires mais ils peuvent opérer plus près de leurs bases et sont moins soumis aux tentatives de sorties de l'adversaire.
Un blocus détaché consiste à se positionner juste derrière la ligne d'horizon mais pas plus loin. L'objectif est de piéger l'ennemi qui croit qu'il peut sortir tout en restant suffisamment proche pour frapper.
L'amiral britannique Horatio Nelson appliqua ce type de blocus au port de Cadix en 1805. La flotte franco-espagnole sous les ordres de Villeneuve quitta le port et cela mena à la bataille de Trafalgar.

### Blocus «pacifique»
Jusqu'en 1827, le blocus était toujours un acte de guerre. Cela changea lorsque la France, la Russie et la Grande-Bretagne vinrent en aide aux rebelles grecs dans leur lutte contre les Ottomans. Ce blocus mena à la bataille de Navarin. Cependant la guerre ne fut jamais déclarée, il est donc considéré comme le premier «blocus pacifique» à défaut d'être paisible. Le premier vrai blocus pacifique sans coups de feu fut le blocus britannique de la république de Nouvelle-Grenade en 1837 dans le but de faire libérer un consul britannique.

## Statut légal

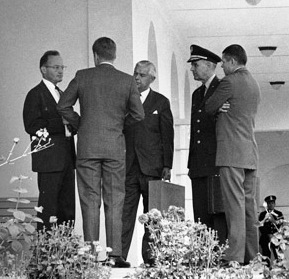
Le président John Fitzgerald Kennedy (de dos) et ses conseillers lors de la crise des missiles de Cuba. Une partie de la réaction américaine fut de réaliser un blocus de l'île.

### Acte de guerre
Un blocus est défini par l’Encyclopædia Britannica comme « un acte de guerre par lequel un belligérant empêche l'accès ou le départ d'une zone définie de la côte ennemie. »

### Lois gouvernementales
Qu'un blocus soit considéré comme légal ou non dépend des lois du ou des pays dont le commerce est influencé par ce blocus. Le blocus brésilien du Río de la Plata en 1826 était considéré comme légal d'après les lois anglaises mais illégal selon les lois françaises et américaines. Ces deux pays ont donc annoncés qu'ils défendraient activement leurs navires contre les Brésiliens, tandis que la Grande-Bretagne s'efforçait de parvenir à une solution pacifique entre le Brésil et l'Argentine.
Les blocus furent définis pour la première fois dans les lois internationales lors du congrès de Paris (en) en 1856. Une de ses conclusions fut qu'un blocus devait être effectif pour être légal. Cela interdisait les « blocus de papier » qui étaient déclarés mais non rigoureusement appliqués et qui permettaient aux nations bloquantes de saisir les navires neutres qui commerçaient avec la nation bloquée. En 1909, la déclaration de Londres fut une autre tentative pour protéger les navires neutres. Ce traité ne fut ratifié que par une poignée de nations ce qui empêcha son application. Cependant certaines parties du traité furent appliquées durant la Première Guerre mondiale
Depuis 1945, le conseil de sécurité des Nations unies détermine le statut légal des blocus d'après l'article 42 de la charte des Nations unies, le conseil peut également ordonner l'application d'un blocus.

## Planification

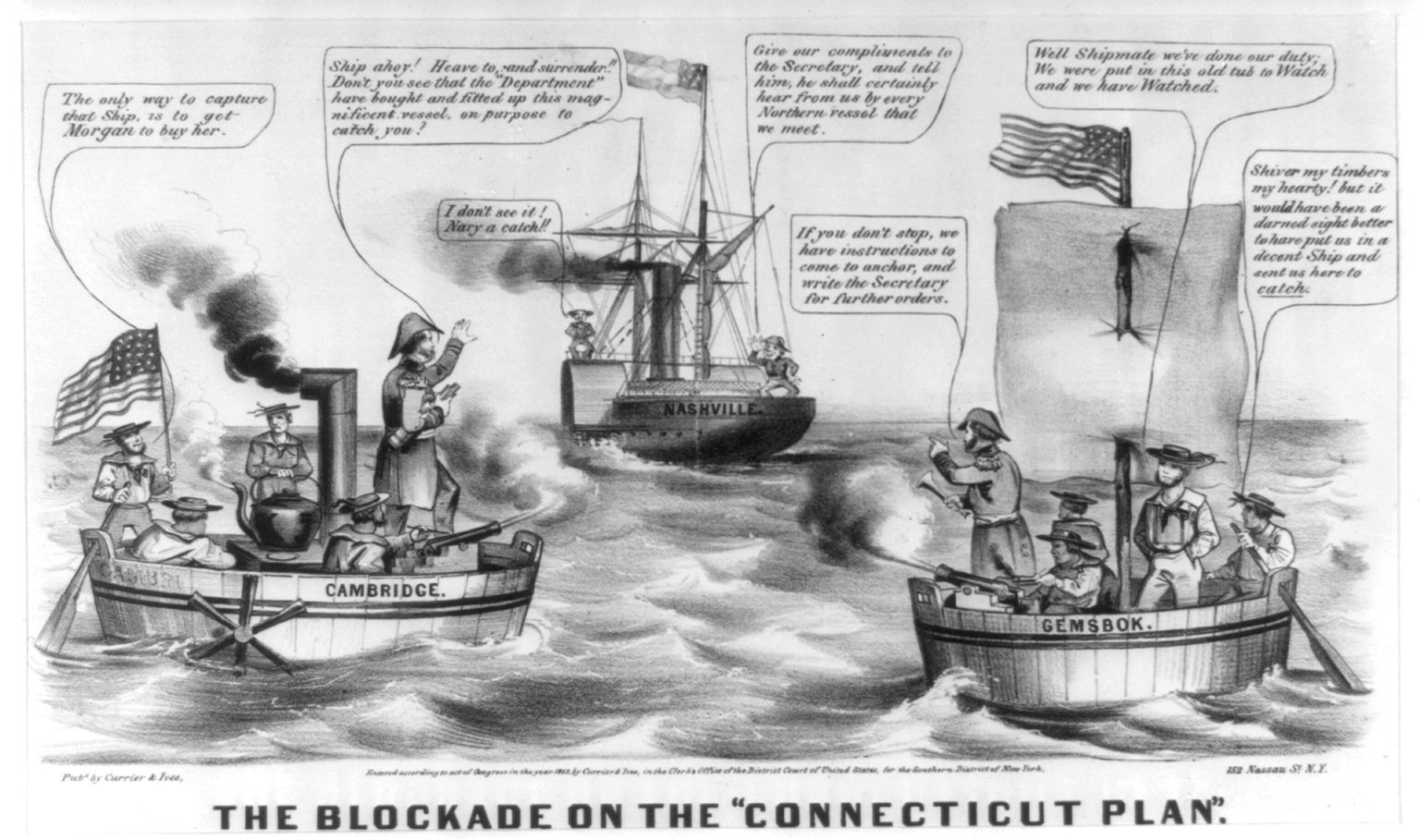
Une caricature nordiste ridiculise les premières tentatives nordistes de blocus des ports de la Confédération lors de la guerre de Sécession.

Le blocus dépend de trois facteurs :
- l'importance stratégique de l'objet du blocus ;
- le rapport de force entre l'assaillant et le défenseur ;
- la volonté de maintenir ce blocus.

1. L'importance de l'objet bloqué doit justifier un blocus. Par exemple, durant la crise des missiles en 1962, les objets bloqués (ou mis en quarantaine selon le vocabulaire plus protocolaire et pacifique du président Kennedy) étaient des missiles de moyenne portée pouvant délivrer une ogive nucléaire depuis Cuba.
2. La force assaillante doit être au moins égale ou supérieure à la force défensive. Le blocus n'est efficace que si la « chose » en question peut être empêchée de pénétrer en territoire ennemi. Encore une fois, le blocus de Cuba montre que les États-Unis ont déployé un grand nombre de navires pour inspecter les cargaisons de navires allant à Cuba.
3. Le succès du blocus dépend presque entièrement de la volonté des personnes à maintenir ce blocus. La crise cubaine illustre la volonté de maintenir le blocus en dépit du risque de guerre nucléaire.

## Forceur de blocus
Le forçage de blocus désigne le transport de marchandises en direction d'une zone bloquée. Les forceurs de blocus sont souvent les navires les plus rapides bien que peu armés et protégés. Cependant, ce rôle peut être assuré par des avions comme lors du pont aérien vers Berlin.

## Blocus historiques

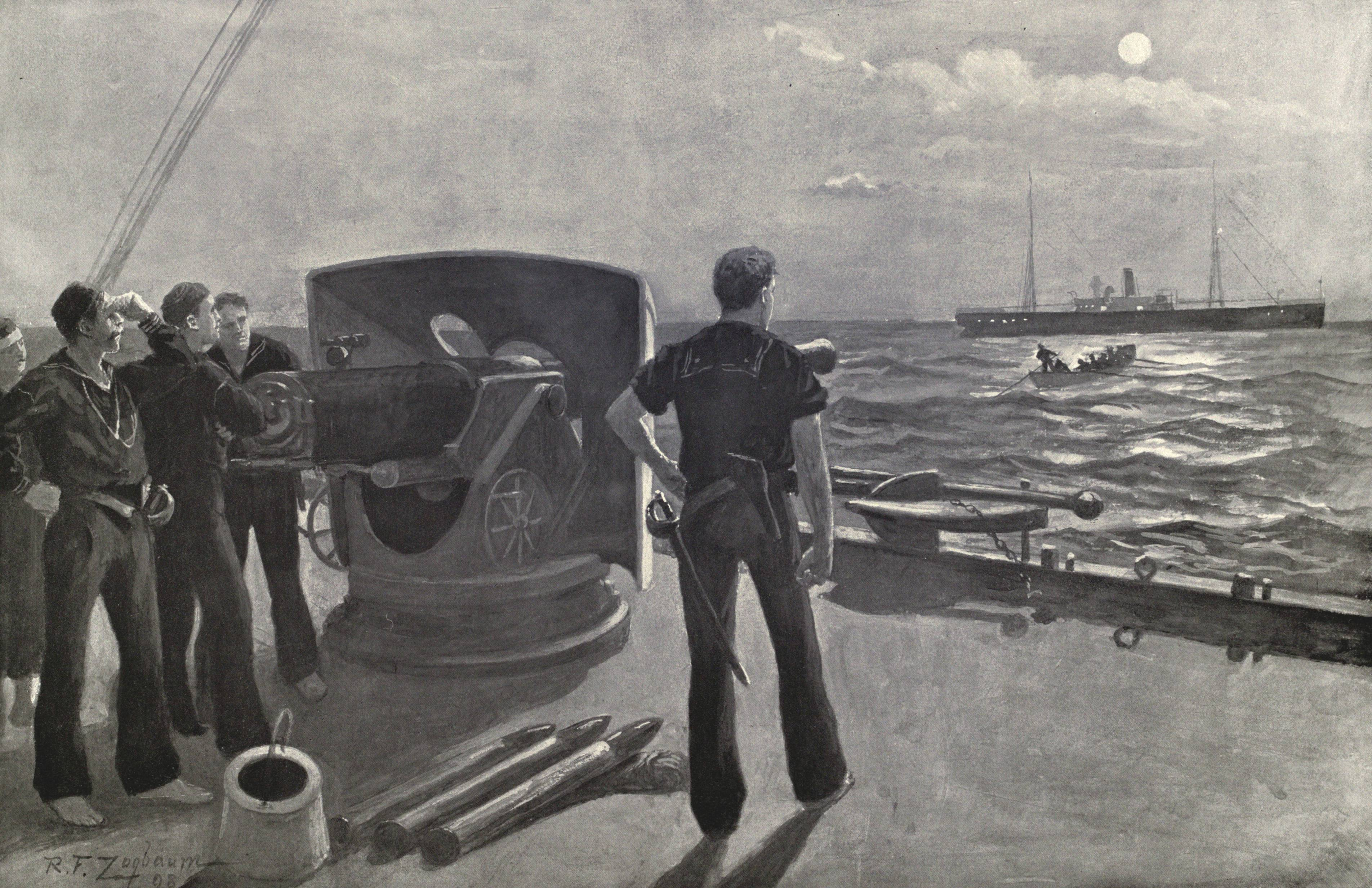
Blocus de San Juan en 1898 lors de la guerre hispano-américaine.

- (Durant la guerre du Péloponnèse (431-404 av. J.-C.), les Spartiates encerclaient la ville d'Athènes qui subsistait grâce à la nourriture importée par la mer. Après la bataille d'Aigos Potamos, Sparte bloqua également Athènes par la mer et celle-ci dut se rendre[10].
- Pour prendre la ville de Tyr, Alexandre le Grand lui imposa un blocus de plusieurs mois.
- De 1394 à 1402, l'Empire ottoman bloqua Constantinople[11].
- Le blocus de l'Escaut par les Provinces-unies détourna le commerce d'Anvers vers Amsterdam (1784).
- Le blocus continental imposé par Napoléon 1er, de 1806 à 1814, pour empêcher au Royaume-Uni de commercer avec le reste de l'Europe.
- Le blocus français au Río de la Plata, de 1838 à 1840.
- Le blocus anglo-français au Río de la Plata, de 1845 à 1850.
- Le blocus de l'Union lors de la guerre de Sécession.
- Le blocus de San Juan (Porto Rico) en 1898 lors de la guerre hispano-américaine.
- Le blocus de Venezuela en 1902-1903 par la Grande-Bretagne, l'Allemagne et l'Italie.
- Le blocus de la Méditerranée orientale pendant la Première Guerre mondiale par la France et la Grande-Bretagne pour affaiblir l'effort de guerre ottoman, et responsable de famines ;
- Le blocus de l'Allemagne lors de la Première Guerre mondiale mené par la Royal Navy ;
- Les différents blocus de la Seconde Guerre mondiale :
  - Blocus du Royaume-Uni par l'Allemagne lors de l'hiver 1939-1940 ;
  - La bataille de l'Atlantique ;
  - Le blocus du Japon par l'US Navy.
- Le blocus de Berlin.
- Le blocus du Guatemala par les États-Unis en 1954.
- Le blocus égyptien du détroit de Tiran avant la crise du canal de Suez et pendant la guerre des Six Jours.
- Le blocus de Cuba, après la crise des missiles (octobre 1962).
- Les sanctions économiques contre l'Irak (1990-2003), officiellement nommées un embargo, incluaient un blocus maritime et un blocus aérien imposés par des forces armées étrangères. Les seules importations et exportations permises étaient par le biais du Programme Pétrole contre nourriture des Nations unies.
- Le blocus de la bande de Gaza, depuis 2007, puis celui depuis 2023.
- Lors de la guerre en Ukraine de 2022, la Russie impose un blocus maritime à toute la côte Ukrainienne de la Mer Noire où se situe en particulier le plus grand port ukrainien, Odessa[12],[13].

## Sens dérivé
Le terme désigne également un petit fort militaire, ou fortin, construit par les assiégeants pour empêcher toutes ruptures du siège.
En Belgique, se dit communément de la période précédant les examens universitaires lors de laquelle les étudiants étudient leurs cours.
En France, le terme blocus est aussi un synonyme de piquet de grève notamment lors des mouvements lycéens.